# Río Tebicuary
El Tebicuary es un río del sur de Paraguay, que discurre al norte del río Paraná en forma casi paralela a este último.
Nace en la Cordillera de Caaguazú (Prolongación de La Cordillera del Ybytyruzú en Caazapá) y hace de límite sur de los departamentos de Caazapá y Paraguarí y de límite norte de los departamentos de Itapúa y Misiones. También hace de límite de los Departamentos de Caazapá e Itapúa. A partir de su confluencia con el río Negro, el Tebicuary se interna en territorio del departamento de Ñeembucú hasta su desembocadura en el río Paraguay, sirviendo como límite natural entre los distritos de Villa Franca y San Juan Bautista del Ñeembucu.
Sus principales afluentes provienen de la margen derecha, destacándose los ríos Tebicuary-Mi y Mbuyapey. Por la margen izquierda, sirve de desagüe a extensas zonas de esteros que se encuentran en los departamentos de Misiones y Ñeembucú.
Existen tres puentes importantes sobre este río, el que une los distritos de Villa Florida (Misiones) con Caapucú (Paraguarí), Yuty (Caazapá) con José Leandro Oviedo (Itapúa) y el más reciente entre Pilar (Ñeembucú) y Alberdi (Ñeembucú).

## Galería

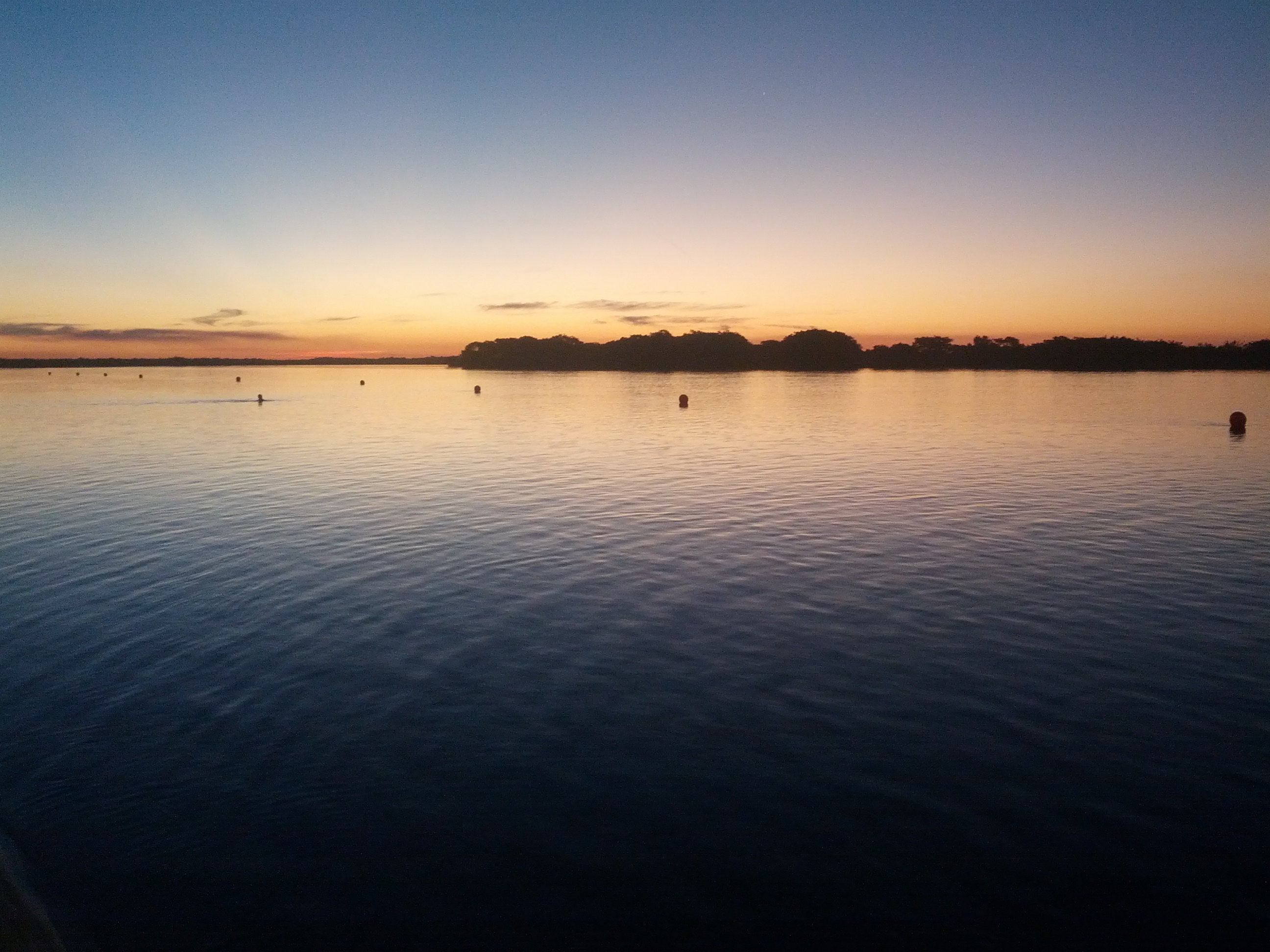
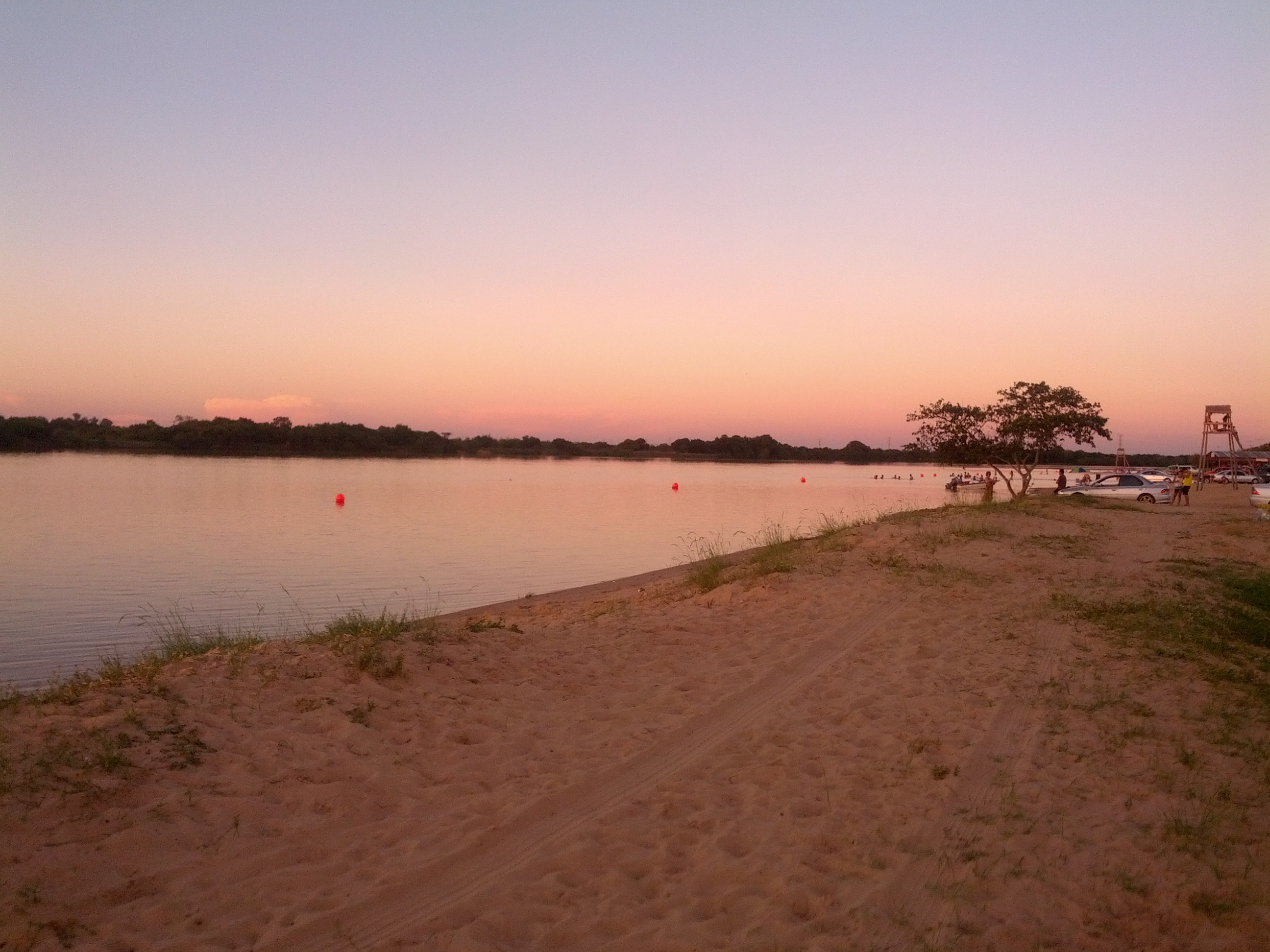
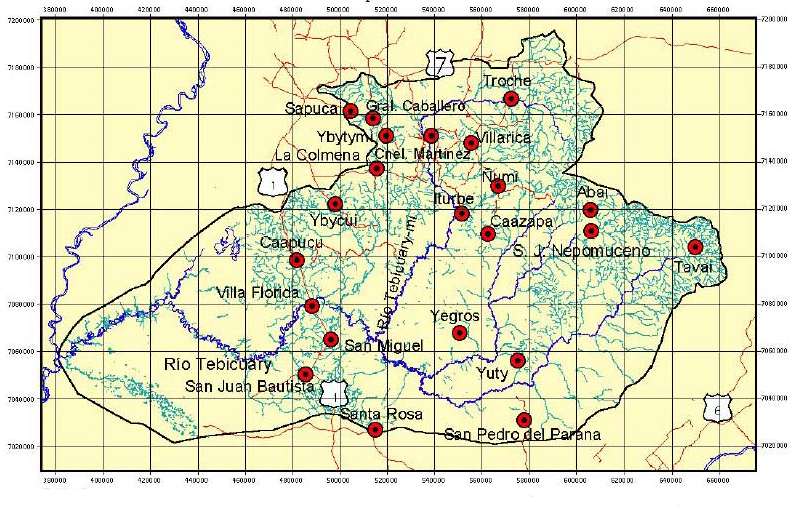
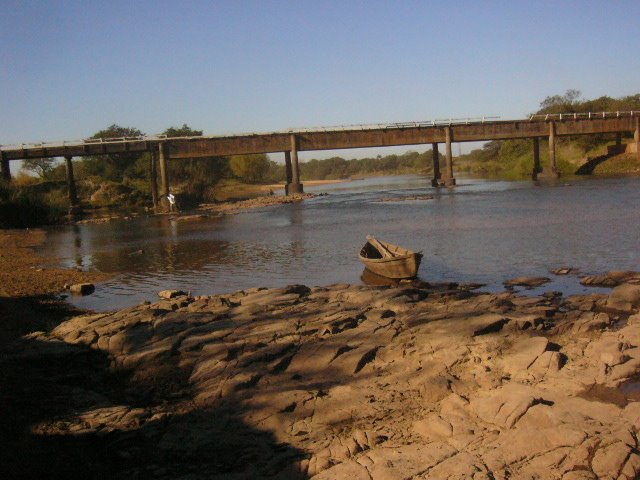
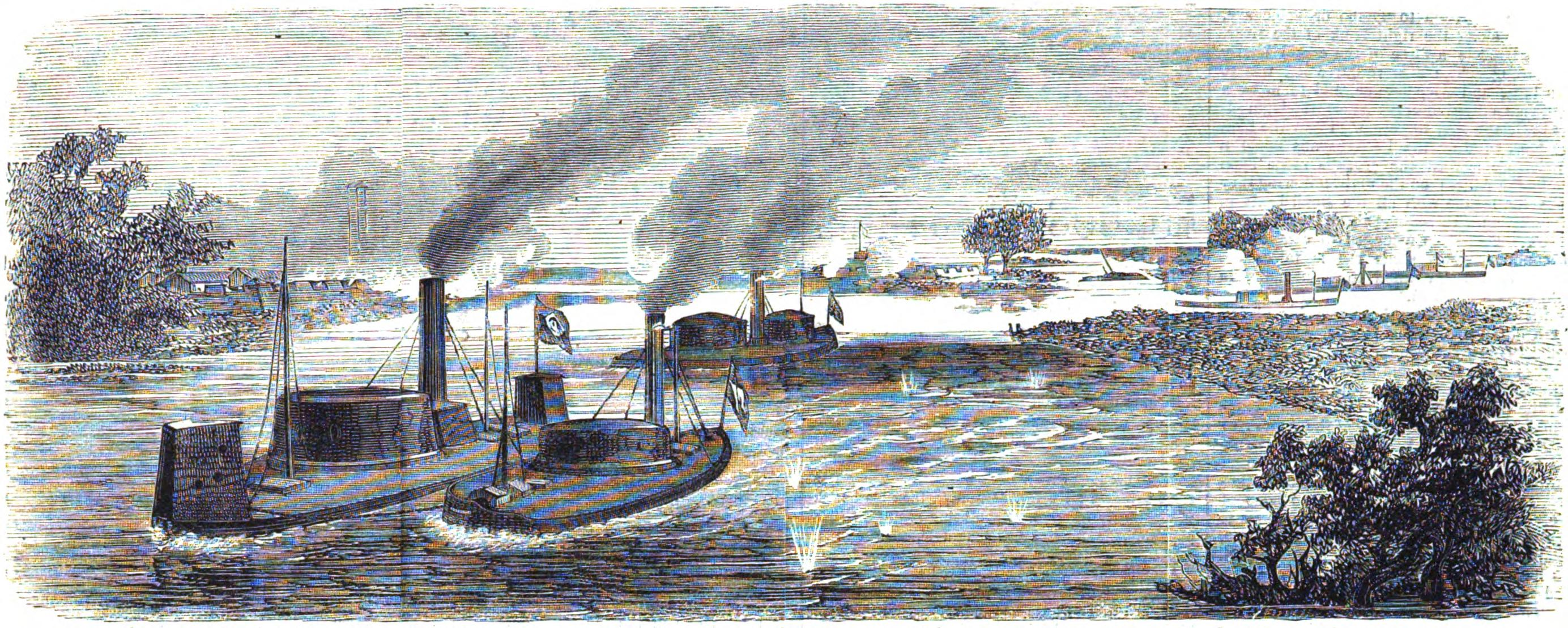
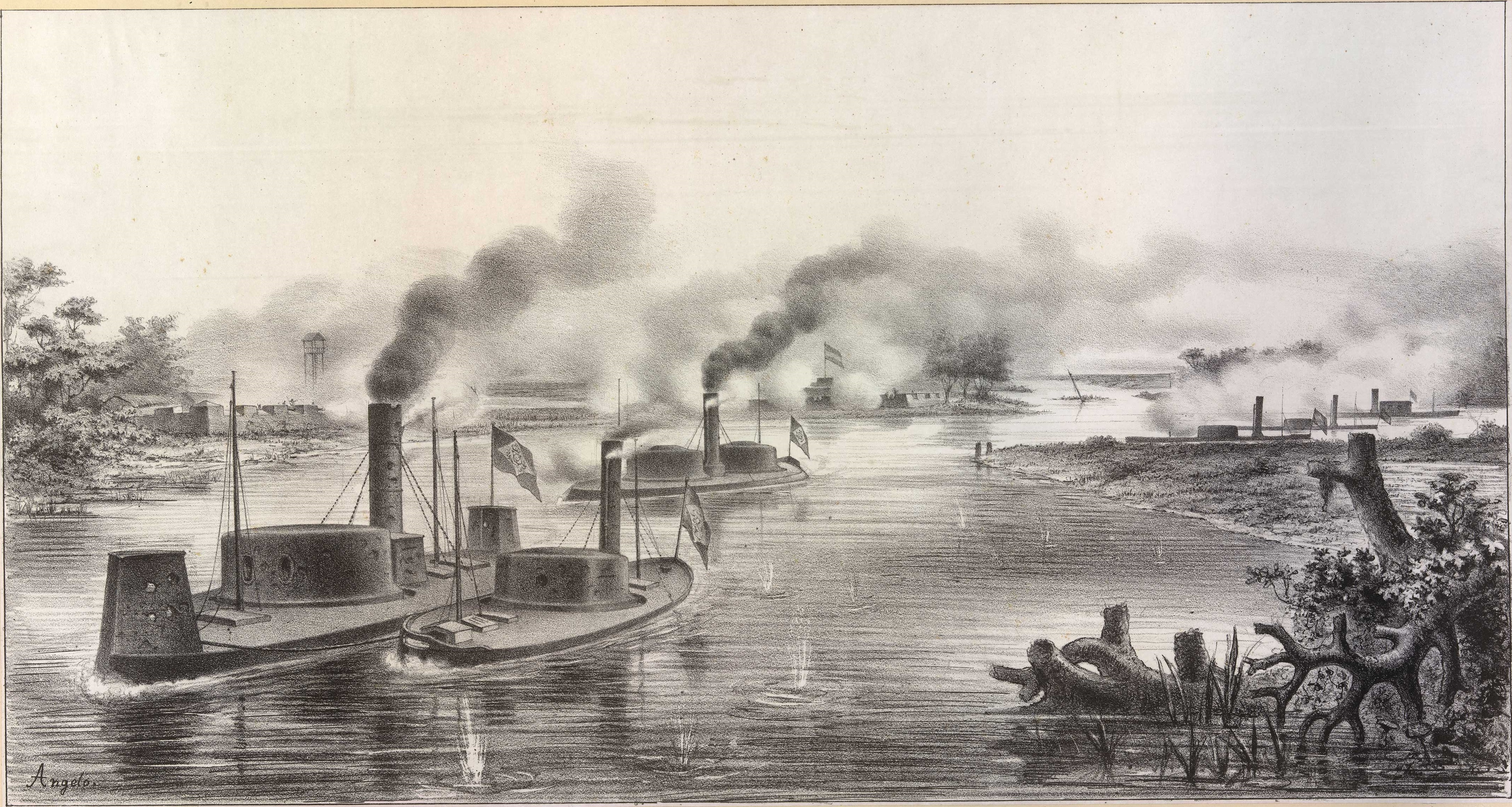